# Аоме
Аоме (исп. Ahome) — город в Мексике, в штате Синалоа, входит в состав одноимённого муниципалитета. Численность населения, по данным переписи 2010 года, составила 11331 человек.

## Общие сведения
Город основан 15 августа 1605 года миссионерами, во главе с отцом Рибасом.
Название Ahome с языка науатль можно перевести как смешивание двух вод (это происходит в Калифорнийском заливе, в месте впадения реки Фуэрте). По другой версии название можно перевести как народ, рождённый здесь.

## Примечания

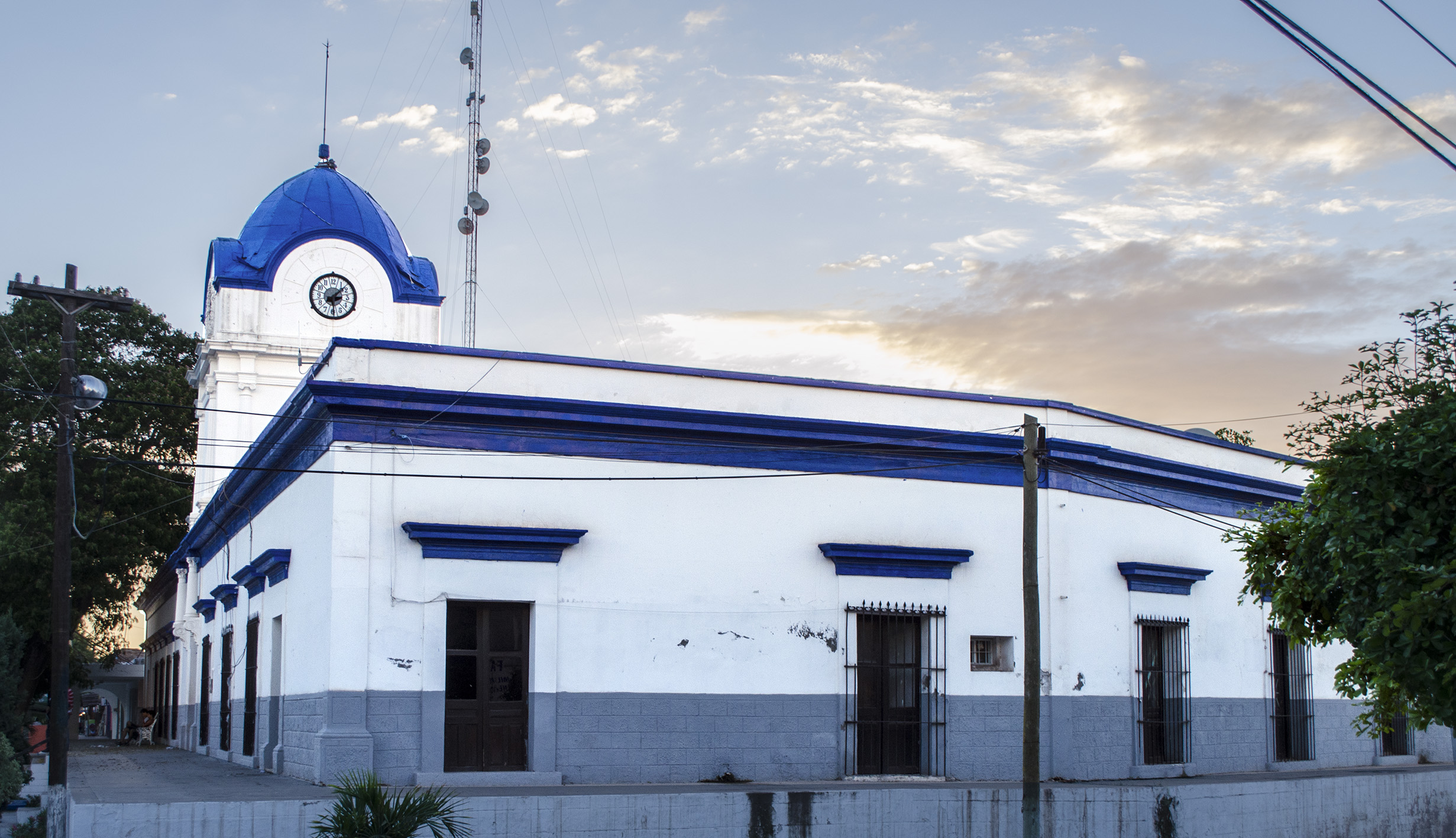
Церковь в Аоме